# Juramento olímpico
O juramento olímpico é feito por um atleta e um juiz durante a Cerimônia de Abertura de cada edição dos Jogos Olímpicos.
O atleta, membro da delegação do país anfitrião, segura uma ponta da bandeira olímpica e recita o texto escrito pelo Barão de Coubertin e levemente alterado desde então. O texto fala de respeito às normas e às regras dos Jogos, espírito esportivo, combate ao uso de doping e glória ao esporte
Desde Munique 1972, também há um juramento feito por um árbitro. Segurando uma ponta da bandeira olímpica, o árbitro fala sobre imparcialidade, respeito e espírito esportivo.

## Textos do Juramento
O atleta, da equipe do país organizador dos Jogos, segurando uma ponta da bandeira olímpica, recita o juramento:
Em nome de todos os competidores, prometo que participaremos nestes Jogos Olímpicos, respeitando e seguindo as regras que os regem, comprometendo-nos a um desporto sem dopagem e sem drogas, com o espírito verdadeiro do desportivismo, para glória do desporto e honra das nossas equipes.
O árbitro, normalmente também do país organizador, recita o juramento:
Em nome de todos os júris e árbitros, prometo que cumpriremos as nossas funções durante estes Jogos Olímpicos em total imparcialidade, respeitando e seguindo as regras que os regem, num espírito de desportivismo.

## História
O juramento olímpico, escrito por Pierre de Coubertin, foi pronunciado pela primeira vez por um atleta nos Jogos Olímpicos de Verão de 1920 em Antuérpia. O primeiro juramento pronunciado por um árbitro foi nos Jogos Olímpicos de Inverno de 1972 em Sapporo.
O texto do juramento evoluiu ligeiramente ao longo do tempo. Aquele que foi lido por Victor Boin em 1920 dizia:
 Juramos que tomaremos parte nos Jogos Olímpicos num espírito de desportivismo, para honra das nossas nações e para glória do desporto.
Em 1961 a palavra juramos foi mudada para prometemos e a expressão para glória das nossas nações foi substituída por para glória das nossas equipas, num clara tentativa de eliminar os nacionalismos dos Jogos Olímpicos.

As palavras relacionadas com a dopagem foram acrescentadas para os Jogos Olímpicos de Verão de 2000 em Sydney.

## Ajuramentados
| Edição                      | Atletas                                            | Árbitros               |
| --------------------------- | -------------------------------------------------- | ---------------------- |
| Antuérpia 1920              | Victor Boin                                        | -                      |
| Chamonix 1924               | Camille Mandrillon                                 | -                      |
| Paris 1924                  | Georges André                                      | -                      |
| St. Moritz 1928             | Hans Eidenbenz                                     | -                      |
| Amsterdã 1928               | Harry Dénis                                        | -                      |
| Lake Placid 1932            | Jack Shea                                          | -                      |
| Los Angeles 1932            | George Calnan                                      | -                      |
| Garmisch-Partenkirchen 1936 | Willy Bogner                                       | -                      |
| Berlim 1936                 | Rudolf Ismayr                                      | -                      |
| St. Moritz 1948             | Bibi Torriani                                      | -                      |
| Londres 1948                | Donald Finlay                                      | -                      |
| Oslo 1952                   | Torbjørn Falkanger                                 | -                      |
| Helsinque 1952              | Heikki Savolainen                                  | -                      |
| Cortina d'Ampezzo 1956      | Giuliana Minuzzo                                   | -                      |
| Melbourne - Estocolmo 1956  | John Landy (Melbourne) Henri Saint Cyr (Estocolmo) | -                      |
| Squaw Valley 1960           | Carol Heiss                                        | -                      |
| Roma 1960                   | Adolfo Consolini                                   | -                      |
| Innsbruck 1964              | Paul Aste                                          | -                      |
| Tóquio 1964                 | Takashi Ono                                        | -                      |
| Grenoble 1968               | Léo Lacroix                                        | -                      |
| Cidade do México 1968       | Pablo Garrido                                      | -                      |
| Sapporo 1972                | Keiichi Suzuki                                     | Fumio Asaki            |
| Munique 1972                | Heidi Schüller                                     | Heinz Pollay           |
| Innsbruck 1976              | Werner Delle Karth                                 | Willy Köstinger        |
| Montreal 1976               | Pierre St.-Jean                                    | Maurice Fauget         |
| Lake Placid 1980            | Eric Heiden                                        | Terry McDermott        |
| Moscou 1980                 | Nikolai Andrianov                                  | Alexander Medved       |
| Sarajevo 1984               | Bojan Križaj                                       | Dragan Perovic         |
| Los Angeles 1984            | Edwin Moses                                        | Sharon Weber           |
| Calgary 1988                | Pierre Harvey                                      | Suzanna Morrow-Francis |
| Seul 1988                   | Hur Jae Shon Mi-Na                                 | Lee Hak-Rae            |
| Albertville 1992            | Surya Bonaly                                       | Pierre Bornat          |
| Barcelona 1992              | Luis Doreste Blanco                                | Eugeni Asensio         |
| Lillehammer 1994            | Vegard Ulvang                                      | Kari Karing            |
| Atlanta 1996                | Teresa Edwards                                     | Hobie Billingsley      |
| Nagano 1998                 | Kenji Ogiwara                                      | Junko Hiramatsu        |
| Sydney 2000                 | Rechelle Hawkes                                    | Peter Kerr             |
| Salt Lake City 2002         | Jimmy Shea                                         | Allen Church           |
| Atenas 2004                 | Zoi Dimoschaki                                     | Lazaros Voreadis       |
| Turim 2006                  | Giorgio Rocca                                      | Fabio Bianchetti       |
| Pequim 2008                 | Zhang Yining                                       | Huang Liping           |
| Vancouver 2010              | Hayley Wickenheiser                                | Michel Varrault        |
| Londres 2012                | Alexis Pilantrox                                   | Coks Oliveira          |
| Sóchi 2014                  | Ruslan Zakharov                                    | Vyacheslav Vedenin     |